# Gastrotheca dysprosita
Espèce
Gastrotheca dysprosita est une espèce d'amphibiens de la famille des Hemiphractidae.

## Répartition
Cette espèce est endémique de la région d'Amazonas au Pérou. Elle se rencontre de la province de Chachapoyas entre 3 370 et 3 440 m d'altitude sur le versant Nord du Cerro Barro Negro.

## Description
Le mâle holotype mesure 60,5 mm.

## Publication originale
- Duellman, 2013 : An elusive new species of Marsupial Frog (Anura: Hemiphractidae: Gastrotheca) from the Andes of northern Peru. Phyllomedusa, vol. 12, p. 3-11 (texte intégral).